# Fairfield University
Fairfield University är ett amerikanskt privat forskningsuniversitet som ligger i Fairfield, Connecticut.

## Galleri

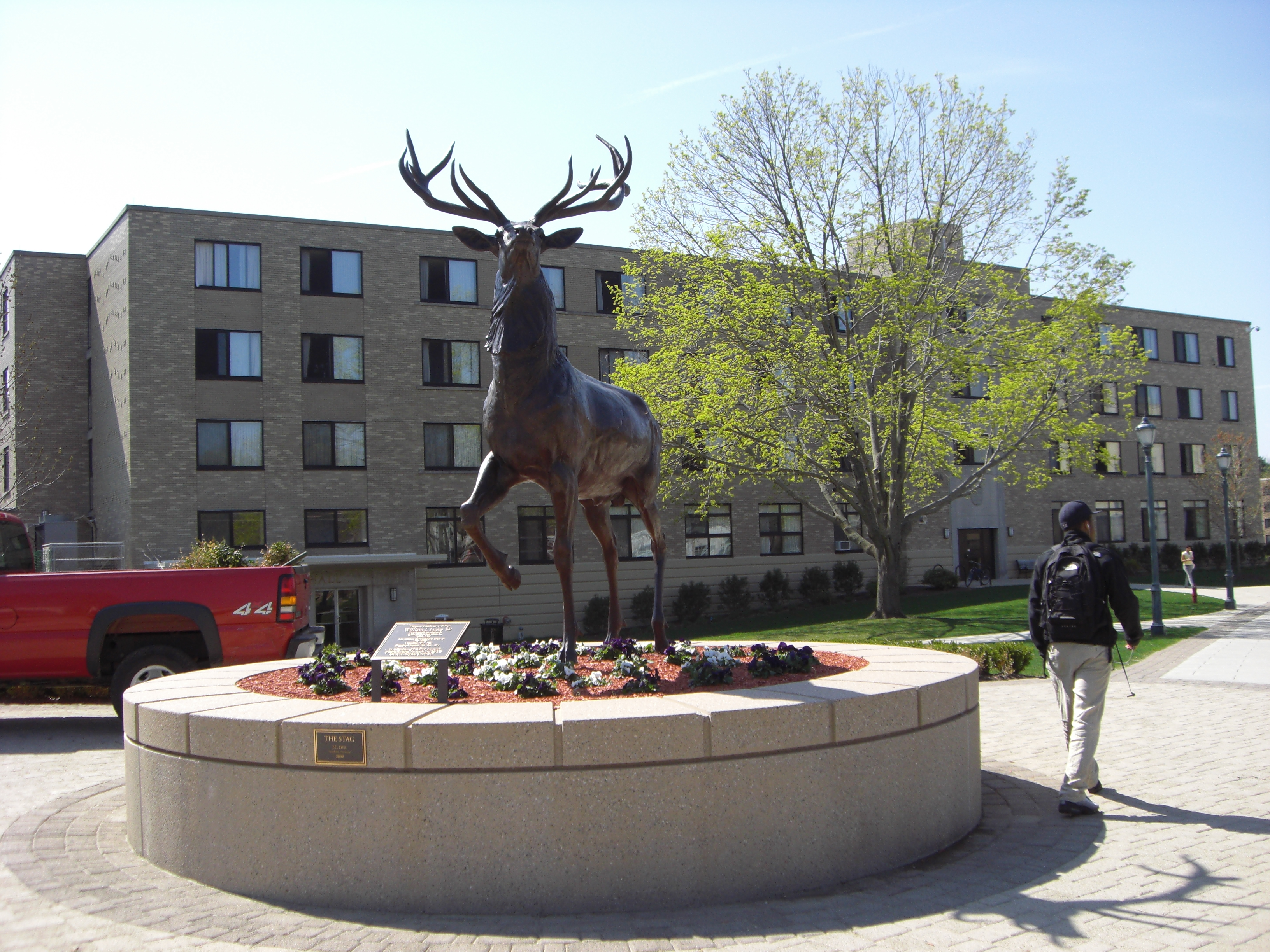
Universitets maskot "Stag".
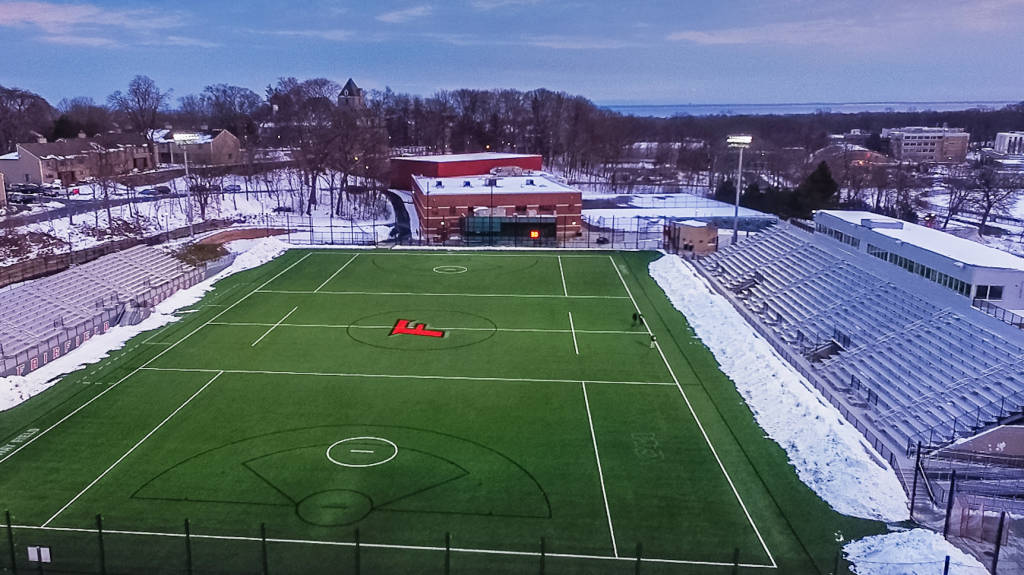
Rafferty Stadium på Fairfield University.
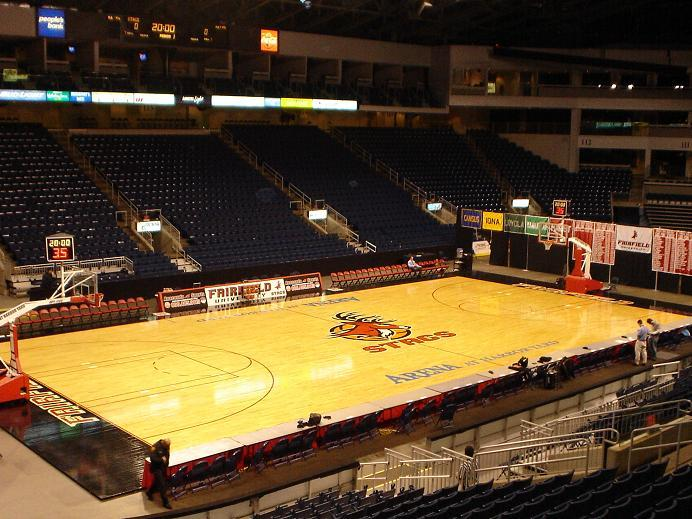
Basket i Webster Bank Arena.
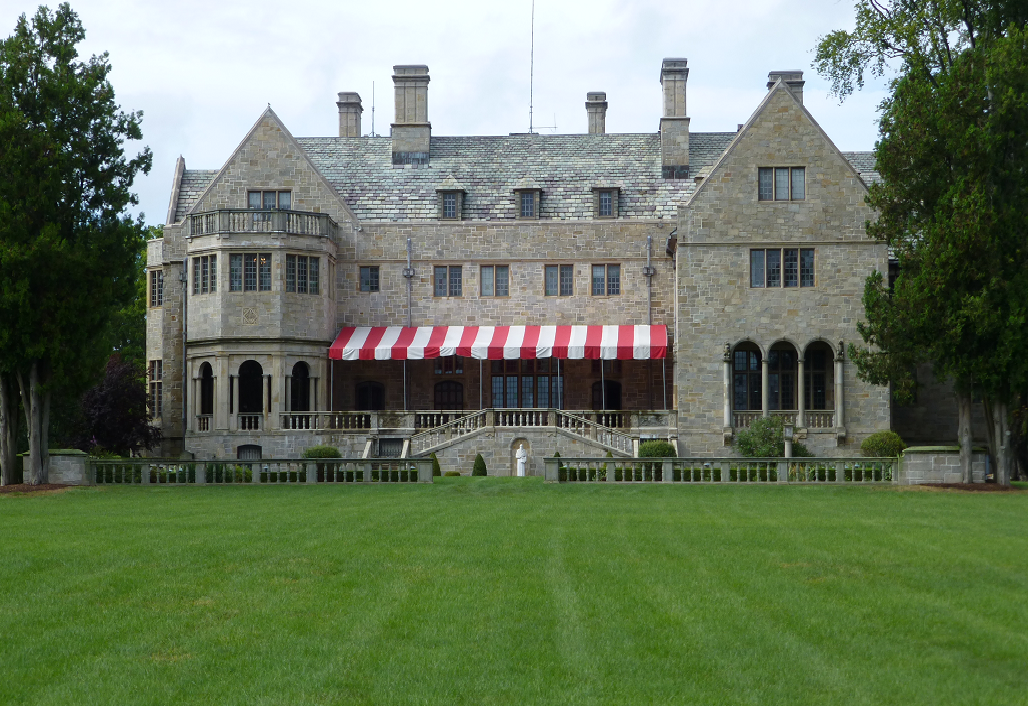
Bellarmine Hall